# Electro-Motive Diesel
Az Electro-Motive Diesel (rövidítve EMD) dízel-elektromos mozdonyokat és dízelmotorokat gyárt a vasúti ipar számára. Az EMD korábban független gyártó cég volt, ma a Progress Rail, a Caterpillar Inc. leányvállalata tulajdonában van. Az Electro-Motive Diesel gyökerei az 1922-ben alapított Electro-Motive Engineering Corporationre vezethetők vissza, amelyet 1930-ban a General Motors vásárolt meg. 2005-ben a GM eladta az EMD-t a Greenbriar Equity Groupnak és a Berkshire Partnersnek, majd 2010-ben az EMD-t eladták a Progress Railnek.
Az EMD központja, mérnöki létesítményei és alkatrészgyártó műveletei az Illinois állambeli McCookban találhatók, míg a mozdonyok végső összeszerelő sora az Indiana állambeli Muncie-ban található. Az EMD egy vontatómotor-karbantartó, -felújító és -javító üzemet is működtet a mexikói San Luis Potosíban.
2008-ban az EMD körülbelül 3260 embert foglalkoztatott, és 2010-ben az észak-amerikai dízel-villamos mozdonyok piacának körülbelül 30 százalékát birtokolta. Az egyetlen másik jelentős versenytárs a Wabtec tulajdonában lévő GE Transportation, amely az észak-amerikai piacon körülbelül 70 százalékos piaci részesedéssel rendelkezik.

## Az 1920-as évek: Az alapítás

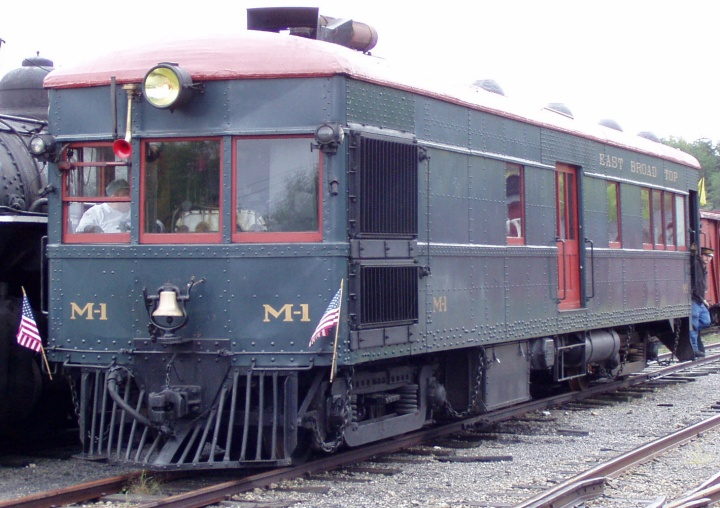
1920-as évekbeli benzin-elektromos vasúti kocsi

Harold L. Hamilton és Paul Turner 1922-ben alapította meg az Electro-Motive Engineering Corporationt az ohiói Clevelandben, amelyet hamarosan Electro-Motive Companyre (EMC) kereszteltek át. A vállalat önjáró vasúti kocsikat fejlesztett és forgalmazott a General Electric újonnan kifejlesztett belsőégésű-elektromos meghajtási és vezérlőrendszereit használva. Hamilton vasúti pályafutását fűtőként, majd mozdonyvezetőként kezdte a Southern Pacific Railroadnál, majd a Florida East Coast Railwaynél lett menedzser, mielőtt elhagyta a vasutat, és a White Motor Companynél, egy korai teherautó- és buszgyártónál, Denverben marketing pozíciót vállalt. A White marketingcsomagjának részét képezték a képzési és szervizmegállapodások, amelyeket Hamilton átvitt az EMC-hez. Mivel tisztában volt a vasutak mellékvonali szolgáltatásainak igényeivel és a GE új belsőégésű-elektromos meghajtási és vezérlési technológiájában rejlő lehetőségekkel, felmondott a White-nál betöltött pozíciójában, és társával és egy tervezővel egy chicagói szállodában berendezkedett, hogy kifejlessze és értékesítse az önjáró vasúti kocsik új generációját. 1923-ban az EMC két benzinmotoros vasúti motorkocsit adott el, az egyiket a Chicago Great Westernnek, a másikat a Northern Pacificnek. Az EMC a karosszériaépítést a St Louis Car Companynek, az elektromos alkatrészeket a General Electricnek, a főhajtást pedig az ohiói Clevelandben működő Winton Engine Companynek adta alvállalkozásba. A motorkocsikat 1924-ben szállították le, és jól működtek, ami szerencsés volt a fiatal vállalat számára, mivel az eladást a kielégítő teljesítménytől tették függővé. Az EMC 1925-ben kezdte meg a teljes körű gyártást, és 27 motorkocsit adott el.